# Ульяновське (Казахстан)
Улья́новське (каз. Ульянов) — село у складі Костанайського району Костанайської області Казахстану. Адміністративний центр Ульяновського сільського округу.
Населення — 371 особа (2021; 586 у 2009, 1521 у 1999, 1445 у 1989).
У радянські часи село називалось Ульяновський.